# Australian stumpy tail cattle dog
Australian stumpy tail cattle dog är en hundras från Australien. Den är en boskapshund med rötter från nybyggartiden under början av 1800-talet. Dess användning, exteriör och historia sammanfaller i hög grad med australian cattledog förutom att den som namnet anger har naturlig stubbsvans. Anlaget till stubbsvans tros komma från den naturligt stumpsvansade brittiska boskapsdrivaren Smithfield Dog, besläktad med old english sheepdog (bobtail).